# Маккельвіїт
Маккельвіїт — мінерал, водний складний карбонат барію та рідкісних земель.

## Загальний опис
Хімічна формула: Na2Ba4CaY2[CO3]9•5H2O.
Інша версія формули: Ba3Na(Ca, U)Y(CO3)6·3(H2O)
Склад у % (з родов. Свінтвотер, шт. Вайомінґ, США): Na2O — 3,9; BaO — 40,6; CaO — 4,0; SrO — 1,7; TR2O3 — 13,39; UO2 — 4,6; CO2 — 25,7; H2O — 6,1.
Домішки: ThO2 (0,1); K2O — (0,1).
Сингонія тригональна (або псевдотригональна).
Форми виділення: окремі таблитчасті кристали гексагонального габітусу та кристалічні агрегати.
Спайність недосканала, окремість по (0001) і (1121).
Густина 3,14.
Колір яблунево-зелений.
Знайдений у покладах трони разом з лабунцовітом, бербенкітом у шт. Вайомінґ, США. Відомий також у шт. Айдахо. За прізв. амер. геолога В.Е.Мак-Кельві (V.E.McKelvey), C.Milton, B.Ingram, J.R.Clark, E.J.Dwornik, 1965.